# پارک دریایی زاکینتوس
پارک دریایی زاکینتوس (به لاتین: Zakynthos Marine Park) یک پارک ملی در یونان است که در زاکینتوس واقع شده‌است.